# Live and Let Die (bog)
Live and Let Die (Blodig vej til Jamaica) er den anden bog i serien om James Bond af Ian Fleming. Den udkom første gang i 1954.

## Plot
Gamle guldmønter fra en sørøverskat distribueres illegalt i USA. Negergangsteren Mr. Big mistænkes, og Bond sendes til New York for at undersøge sagen. Mr. Big og hans voodoo-frygtende negere bryder sig ikke videre om Bond, så Bond må sammen med Mr. Bigs sandsigerske Solitaire skarpt forfulgt stikke af mod først Florida og siden Jamaica.